# Hans Gaillard
Johannes Felix Maria Gaillard (Breda, 10 september 1955) is een Nederlands VVD-politicus en bestuurder.

## Biografie
In 1973 ging Gaillard in Tilburg Sociologie van Staat en Openbaar Bestuur studeren aan de Katholieke Hogeschool Tilburg. Na daar in 1979 te zijn afgestudeerd werd hij beleidsmedewerker welzijnsbeleid bij de gemeente Zwolle en vijf jaar later werd hij daar coördinator bestuursondersteuning. In 1989 stapte Gaillard over naar de gemeente Bussum waar hij hoofd afdeling Algemene en Burgerzaken werd en daarna was hij vanaf 1995 bij die gemeente directeur van de bestuursdienst.
Daarnaast was Gaillard ook politiek actief. In de periode 1992 tot 2002 was hij fractiesecretaris en lid van de gemeenteraad in Leusden. In 2000 werd hij wethouder in die gemeente en vanaf 2003 was hij ook lid van de Provinciale Staten van Utrecht. Vanaf 1 september 2003 was Gaillard de burgemeester van de Noord-Brabantse gemeente Son en Breugel. Hij heeft aangekondigd per 1 april 2023 te stoppen als burgemeester van Son en Breugel. Op 11 april 2023 werd Suzanne Otters-Bruijnen burgemeester van Son en Breugel.
Gaillard heeft samen met zijn vrouw twee zoons.